# Plectrohyla ixil
Espèce
Statut de conservation UICN

 CR A3ce : 
En danger critique
Plectrohyla ixil est une espèce d'amphibiens de la famille des Hylidae.

## Répartition
Cette espèce se rencontre entre 1 175 et 2 200 m d'altitude dans la meseta Central de Chiapas dans le nord du Chiapas au Mexique et dans la sierra de Cuchumatanes dans l'ouest du Guatemala.

## Publication originale
- Stuart, 1942 : Description of two new species of Plectrohyla Brocchi with comments on several forms of tadpoles. Occasional papers of the Museum of Zoology University of Michigan, vol. 455, p. 1-14 (texte intégral)